# 김호연 (소설가)
김호연은 대한민국의 소설가이다. 1974년 서울특별시에서 태어나, 고려대학교 국어국문학과를 졸업하였다. 

## 생애
2005년 실험인간지대가 제1회 부천만화스토리 공모전에서 대상을 수상하며 만화 스토리 작가로도 데뷔하였다. 영화 기획자로 활동하면서 남한산성을 기획하기도 하였으며, 오랫동안 영화 시나리오 작가와 소설 편집자로 활동하였다. 이후 소설가로 전향하고, 2013년 발표한 소설 데뷔작‘망원동 브라더스'로 세계문학상을 수상하였다.

## 작품
망원동 브라더스
연적
파우스터
고스트라이터
불편한 편의점
불편한 편의점 2
김호연의 작업실 (에세이)
매일 쓰고 다시 쓰고 끝까지 씁니다 (에세이)
나의 돈키호테
나의 돈키호테를 찾아서

## 수상이력
2024
서점의 날 올해의 책 (나의 돈키호테)
2021
알라딘 올해의 책 (불편한 편의점)
2021
예스24 올해의 책 (불편한 편의점)
2024
예스24 올해의 책 (나의 돈키호테)
2024
알라딘 올해의 책 (나의 돈키호테)
2021
밀리 독서 대상 올해의 오디오 북 (불편한 편의점)
2013
제9회 세계문학상 우수상 (망원동 브라더스)
2005
제1회 부천만화스토리공모전 대상 (실험인간지대)

## 공연
김호연 작가 특별 강연 불편한 북토크 창녕 - 
2023.10.31 창녕문화 예술 회관
2023 LOVE SOME 뮤직 페스티벌 - 
2023.04.22-23
잠실 종합운동장 올림픽 주경기장